# Raniero d’Elci
Raniero d’Elci (7 de março de 1670 - 22 de junho de 1761) foi um cardeal florentino, decano do Colégio dos Cardeais.

## Biografia
Segundo dos quatro filhos do Conde Filippo d’Elci, marquês de Monticiano e de Francesca Torrigiani. Era da antiga família Pannocchieschi, que tomou o nome de seu castelo, d'Elci. Sobrinho-neto do cardeal Scipione Pannocchieschi d'Elci e tio do cardeal Francesco d’Elci.
Foi enviado para o Collegio Tolomei, de Siena, para estudar ciências, mas ele estava inclinado a estudar jurisprudência, portanto, ele frequentou a Universidade de Pisa, onde obteve o doutorado utroque iure, tanto em direito canônico como direito civil, em 2 de agosto de 1695, enquanto que em Pisa, ele viveu na casa de seu tio, Francesco d’Elci, arcebispo da cidade. Durante o pontificado do Papa Inocêncio XII, ele foi para Roma, para a prática do direito, frequentado os tribunais onde encontrou advogados de grande fama.

## Vida religiosa
Foi ordenado padre em 21 de dezembro de 1699. Ele entrou na prelazia romana e foi inscrito entre os prelados dos Tribunais da Assinatura Apostólica da Justiça e da Graça em 17 de maio de 1700. Inquisitor na Ilha de Malta, em 24 de fevereiro de 1711. Clérigo da Câmara Apostólica, em 2 de maio de 1716, sucedendo ao falecido Monsenhor Oronzio Salinari Lecce. Demitiu-se do clero da Câmara Apostólica para se tornar vice-legado de Avinhão, cargo que ocupou de 20 de maio de 1719 até 7 de março de 1731. Em 1721, a praga que afetou Marselha afetou a alguns dos territórios da legação de Avinhão e ele trabalhou incansavelmente ajudando os doentes e os pobres.
Eleito arcebispo-titular de Rodhes, em 22 de novembro de 1730, foi provavelmente consagrado ainda nesse ano. Nomeado núncio na França, de 2 de janeiro de 1731 até 10 de outubro de 1738.
Criado cardeal in pectore no consistório de 20 de dezembro de 1737, pelo Papa Clemente XII, sendo seu nome publicado no consistório de 23 de junho de 1738. Recebeu o barrete cardinalício e o título de Santa Sabina em 23 de julho. Foi nomeado Arcebispo de Ferrara em 5 de maio, recebendo o pálio em 22 de julho. Ele recusou a Sé metropolitana de Pisa, em janeiro de 1745.
Passa para a ordem dos cardeais-bispos e assume a sé suburbicária de Sabina em 10 de abril de 1747, retendo in commendam o título de Santa Sabina. Passa para a sé de Porto e Santa Rufina em 9 de abril de 1753. Em 12 de janeiro de 1756, assume a suburbicária de Ostia–Velletri, sé do decano do Sacro Colégio dos Cardeais. Foi protetor da Pontifícia Academia Teológica de Roma, e do Hospício Apostólico em San Michele. Chegou a receber alguns votos no Conclave de 1758, todavia, sua elevada idade o atrapalhou.
Morreu em 22 de junho de 1761, em Roma. Velado na basílica franciscana de Ss. XII Apostoli, em Roma, a sua paróquia, onde o funeral teve lugar, seus restos foram transferidos e enterrados em seu título, a basílica Dominicana de Santa Sabina, na capela de sua família dedicada a Santa Catarina de Siena.

## Conclaves
- Conclave de 1740 - participou da eleição do Papa Bento XIV[2]
- Conclave de 1758 - participou como deão da eleição do Papa Clemente XIII[2]